# Santa Eufemia del Arroyo
Santa Eufemia del Arroyo község Spanyolországban, Valladolid tartományban. Santa Eufemia del Arroyo Villamayor de Campos, Villar de Fallaves, Barcial de la Loma, Villafrechós és Cabreros del Monte községekkel határos. Lakosainak száma 73 fő (2024).

## Népesség
A település népessége az utóbbi években az alábbiak szerint változott:
| Lakosok száma | 132  | 144  | 120  | 111  | 95   | 89   | 86   | 75   | 69   | 73   |
|               | 2001 | 2004 | 2007 | 2009 | 2012 | 2014 | 2017 | 2019 | 2022 | 2024 |